# Atholus baberii
Atholus baberii är en skalbaggsart som först beskrevs av Lewis 1901.  Atholus baberii ingår i släktet Atholus och familjen stumpbaggar. Inga underarter finns listade i Catalogue of Life.